# دبة (عمران)
دبه هي إحدى قرى الجمهورية اليمنية. تتبع جغرافيا لمحافظة عمران وإداريًا لمديرية ذيبين. يبلغ تعداد سكانها 1417 نسمة حسب الإحصاء الذي أجري عام 2004.